# Jumeauville
Jumeauville ist eine französische Gemeinde mit 624 Einwohnern (Stand 1. Januar 2022) im Département Yvelines in der Region Île-de-France. Sie gehört zum Arrondissement Mantes-la-Jolie und zum Kanton Bonnières-sur-Seine. Die Einwohner werden Jumeauvillois genannt.

## Geographie
Jumeauville befindet sich etwa 15 Kilometer südöstlich von Mantes-la-Jolie und umfasst eine Fläche von 777 Hektar. Nachbargemeinden sind:
- Épône im Norden,
- Maule im Osten,
- Andelu im Südosten,
- Goupillières im Süden,
- Hargeville im Südwesten,
- Goussonville im Westen und
- Mézières-sur-Seine im Nordwesten.

## Toponymie
Der Name Jumeauville geht auf den Namen Gautmodvilla zurück, aus welchem im Laufe der Zeit Jumovilla wurde und sich letztlich zu Jumeauville wandelte.

## Bevölkerungsentwicklung
| Jahr      | 1962 | 1968 | 1975 | 1982 | 1990 | 1999 | 2006 | 2011 |
| Einwohner | 340  | 346  | 354  | 552  | 532  | 554  | 582  | 584  |

## Sehenswürdigkeiten
- Kirche Saint-Pierre-ès-Liens aus dem 16. Jahrhundert
- Fontaine Saint-Pierre mit Lavoir (Brunnen mit ehemaligem öffentlichen Waschplatz; beides aus dem 19. Jahrhundert)
- Monument aux morts (Denkmal für die Kriegsopfer von Jumeauville)

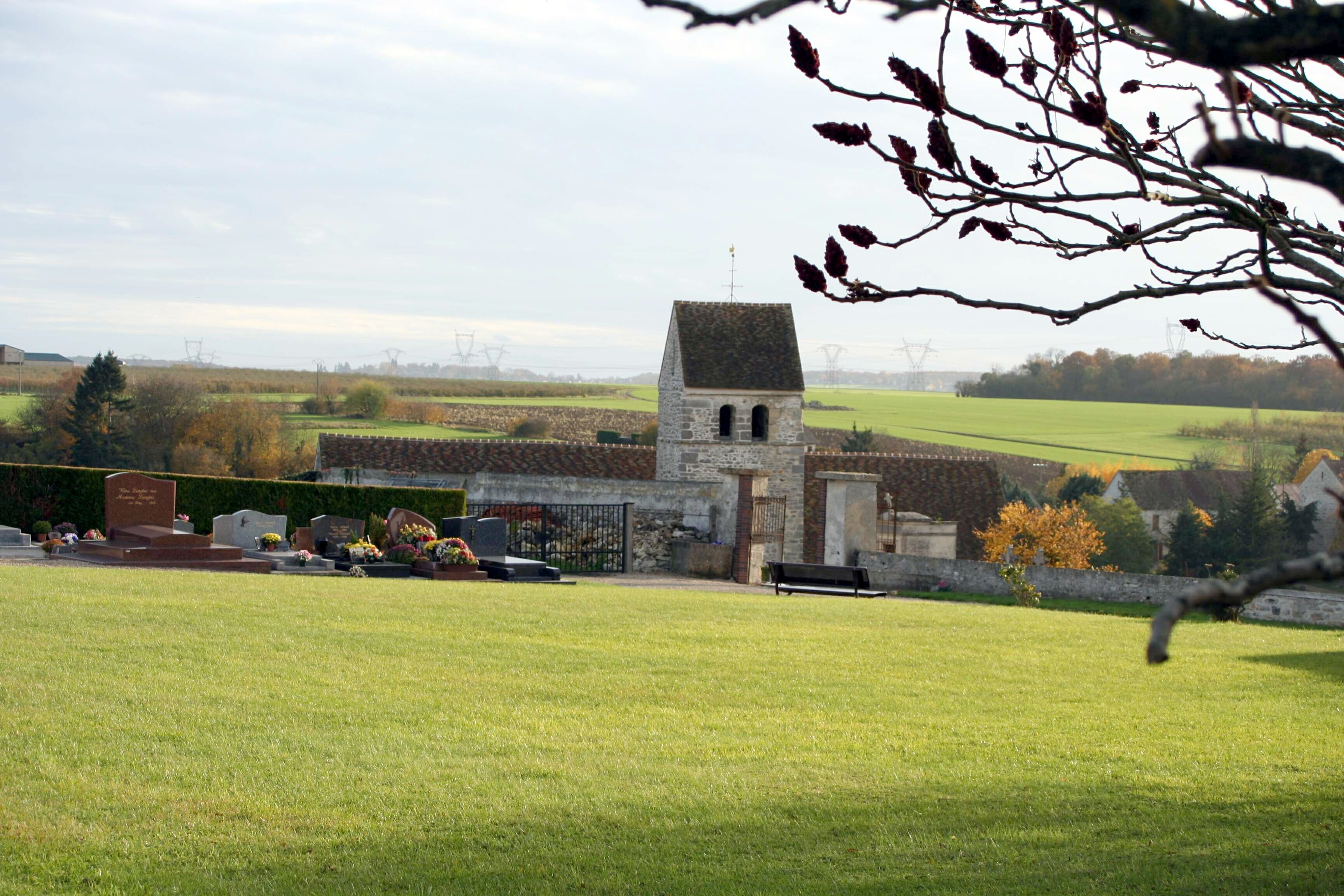
Kirche Saint-Pierre-ès-Liens
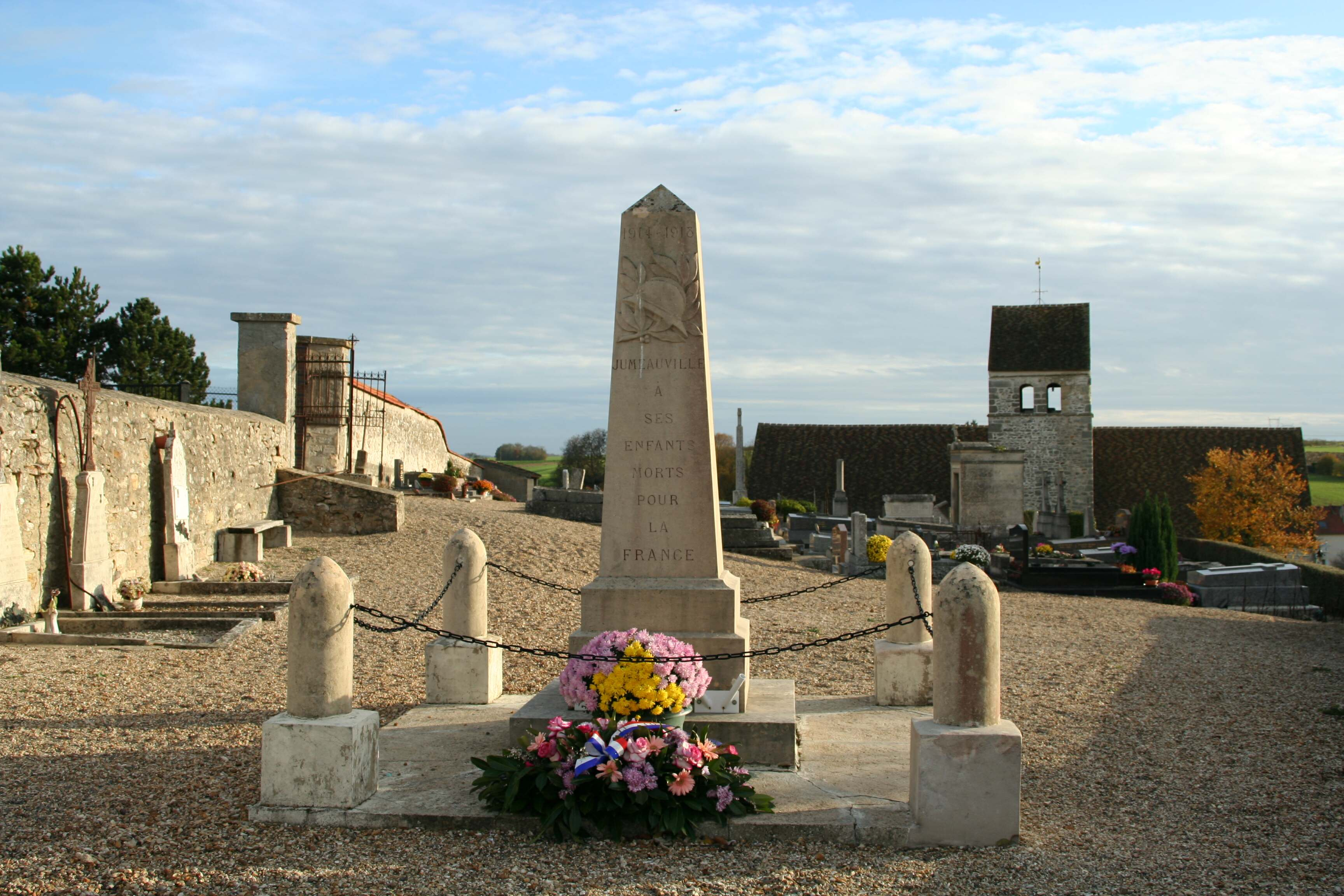
Kriegerdenkmal
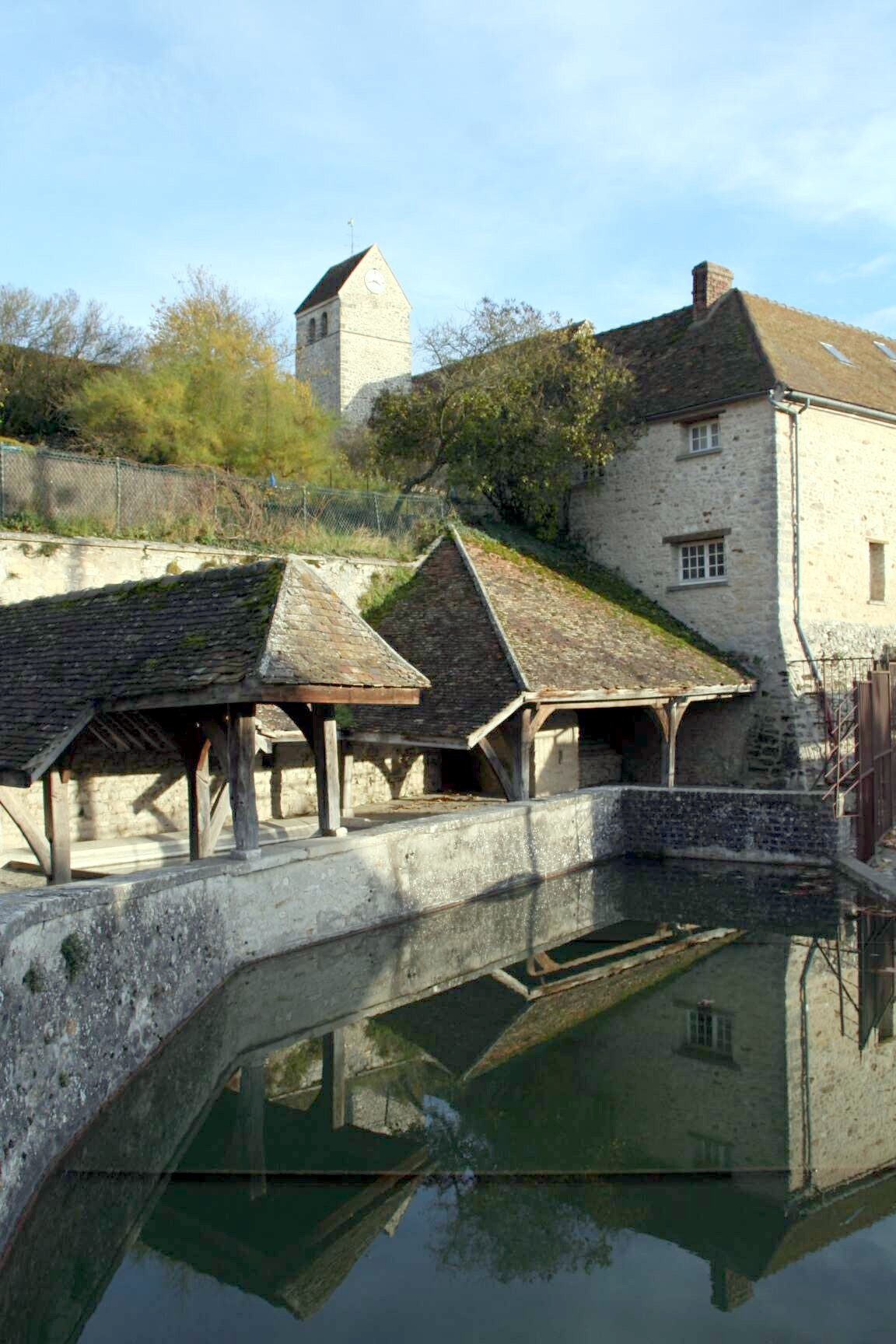
Fontaine Saint-Pierre mit Waschhaus
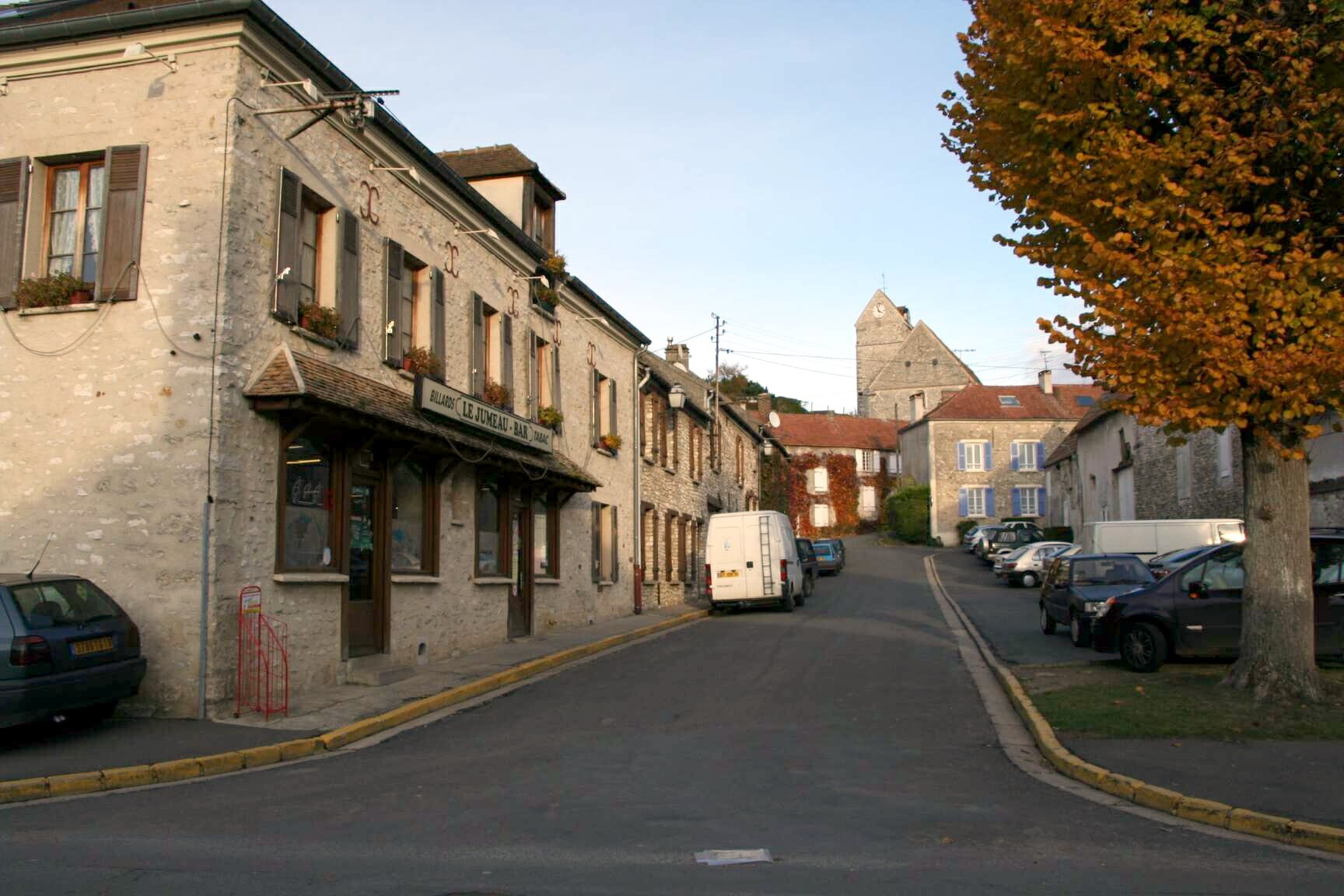
Ortsmitte